# Rhaptopetalum belingense
Espèce
Statut de conservation UICN

 VU D2 : Vulnérable
Rhaptopetalum belingense est une espèce de plantes à fleurs de la famille des Lecythidaceae.

## Publication originale
- Adansonia, série 2, 17(2): 132. 1977.